# Lingua antakarinya
La lingua antakarinya, chiamata anche andagarinya o antakirinya, è una lingua pama-nyunga parlata in Australia.

## Distribuzione geografica
Al censimento del 2006 sono stati rilevati 6 locutori di antakarinya.

## Classificazione
L'Australian Institute of Aboriginal and Torres Strait Islander Studies (AIATSIS) concorda con Ethnologue nel classificare la lingua antakarinya all'interno delle lingue wati del ramo sudoccidentale della famiglia delle lingue pama-nyunga.